# Sarahart
Sarahart là một đô thị thuộc tỉnh Lori, Armenia. Dân số ước tính năm 2011 là 1485 người.